# A-164 (Rusland)
De A-164, Transkam of Transkaukasische snelweg (Russisch: A-164 «Транскавка́зская магистра́ль» of «Транска́м») is een federale Russische autoweg in de Grote Kaukasus naar de grens met Georgië. Naast de Georgische Militaire Weg is dit de belangrijkste noord-zuidverbinding door dit gebergte.

## Transkam
De Transkam begint als A-164 in de stad Alagir, in het dal van de Ardon in Noord-Ossetië en loopt vanaf daar in zuidelijke richting naar de Roki-tunnel op 2000 meter hoogte, die de Russisch-Georgische grens doorkruist. Vanaf de grens gaat de weg door als Georgische S10 door het conflictgebied Zuid-Ossetië via Dzjava, langs de Grote Liachvirivier naar Tschinvali, de hoofdstad van Zuid-Ossetië. De Transkam eindigt in Gori, het bestuurlijk centrum van de Georgische regio Sjida Kartli.
De weg was voor en tijdens de Russisch-Georgische Oorlog van 2008 de toegang tot Zuid-Ossetië voor de Russische strijdkrachten en andere paramilitaire eenheden.